# Litvániában történt légi közlekedési balesetek listája
A Litvániában történt légi közlekedési balesetek listája mind a halálos áldozattal járó, mind pedig a kisebb balesetek, meghibásodások miatt történt, gyakran csak az adott légiforgalmi járművet érintő baleseteket is tartalmazza évenkénti bontásban.

## Litvániában történt légi közlekedési balesetek

### 2007
- 2007. szeptember 12. 01:48, Vilnius repülőtér. A Scandinavian SAS légitársaság DHC-8-400 típusú repülőgépe technikai okok miatt kényszerleszállást hajtott végre és közben kicsúszott a kifutóról. A 48 utas és 4 fős személyzetből senki sem sérült meg.[1]

### 2011
- 2011. augusztus 30. 10:30. A Francia Légierő Mirage 2000C típusú vadászrepülőgépe összekoccant egy litván felségjelű L–39 Albatros típusú repülőgéppel. A litván pilóták katapultáltak és élve megúszták a találkozót. A francia gép egy közeli légi bázison landolt kisebb sérülésekkel. A gép pilótája sértetlenül megúszta az esetet.[2]